# Джелеп Андрій Ярославович
Андрій Ярославович Джелеп (нар. 23 січня 2000, Тулуків, Снятинський район, Івано-Франківська область, Україна) — український борець вільного стилю, срібний призер чемпіонату Європи.

## Спортивні результати на міжнародних змаганнях

### Виступи на Чемпіонатах світу
| Змагання                        | Збірна  | Вагова категорія          | Місце |
| ------------------------------- | ------- | ------------------------- | ----- |
| Чемпіонат світу з боротьби 2022 | Україна | вільна боротьба, до 61 кг | 20    |
| Чемпіонат світу з боротьби 2024 | Україна | вільна боротьба, до 61 кг | 21    |

### Виступи на Чемпіонатах Європи
| Змагання                         | Збірна  | Вагова категорія          | Місце  |
| -------------------------------- | ------- | ------------------------- | ------ |
| Чемпіонат Європи з боротьби 2021 | Україна | вільна боротьба, до 61 кг | Срібло |
| Чемпіонат Європи з боротьби 2025 | Україна | вільна боротьба, до 61 кг | Бронза |

### Виступи на інших змаганнях
| Змагання                                     | Збірна  | Вагова категорія          | Місце  |
| -------------------------------------------- | ------- | ------------------------- | ------ |
| Київський Міжнародний турнір з боротьби 2021 | Україна | вільна боротьба, до 61 кг | Срібло |
| Міжнародний турнір Маттео Пелліконе 2022     | Україна | вільна боротьба, до 61 кг | Срібло |
| Меморіал Поляка Імре та Варги Яноша 2023     | Україна | вільна боротьба, до 61 кг | 9      |
| Відкритий чемпіонат Загреба з боротьби 2024  | Україна | вільна боротьба, до 61 кг | Срібло |
| Oil Capital Cup 2024                         | Україна | вільна боротьба, до 61 кг | Золото |
| Відкритий чемпіонат Загреба з боротьби 2025  | Україна | вільна боротьба, до 61 кг | 8      |

### Виступи на змаганнях молодших вікових груп
| Змагання                                       | Збірна  | Вагова категорія          | Місце  |
| ---------------------------------------------- | ------- | ------------------------- | ------ |
| Чемпіонат Європи з боротьби серед кадетів 2015 | Україна | вільна боротьба, до 46 кг | 16     |
| Чемпіонат Європи з боротьби серед кадетів 2016 | Україна | вільна боротьба, до 54 кг | 13     |
| Чемпіонат світу з боротьби серед кадетів 2016  | Україна | вільна боротьба, до 54 кг | Золото |
| Чемпіонат Європи з боротьби серед кадетів 2017 | Україна | вільна боротьба, до 54 кг | Золото |
| Чемпіонат Європи з боротьби серед юніорів 2018 | Україна | вільна боротьба, до 57 кг | Срібло |
| Чемпіонат світу з боротьби серед юніорів 2018  | Україна | вільна боротьба, до 57 кг | 13     |
| Чемпіонат світу з боротьби серед юніорів 2019  | Україна | вільна боротьба, до 61 кг | Срібло |
| Чемпіонат світу з боротьби серед молоді 2022   | Україна | вільна боротьба, до 61 кг | 11     |
| Чемпіонат Європи з боротьби серед молоді 2023  | Україна | вільна боротьба, до 61 кг | Золото |